# 사토르 마방진

사토르 마방진(영어: Sator square)은 가로로 읽으나 세로로 읽으나 똑같이 읽히는 다음절의 다어절로 이루어진 문장이다. 여기서 세로로 읽는다는 것은 왼쪽에서부터 읽는 것이며, 각 어절 당 음절 수는 어절 수만큼 딱 맞아야 한다.
참고로, 오른쪽 그림과 같은 사토르 마방진의 원형은 반대로 돌려서 읽더라도 똑같이 읽히므로 회문이라고도 볼 수 있다.

## 예시

### 한국어
한국어에서는 ABC BDE CEF 패턴이 되면 사토르 마방진이 되는데, 대표적인 예로 ‘개똥아 똥쌌니 아니오’, ‘곰돌아 돌았니 아니오’, ‘전지현 지석진 현진영’,' 아이유 이정재 유재석 등이 있다.
| 라 | 팔 | 아 |
| 팔 | 렸 | 니 |
| 아 | 니 | 오 |

| 전 | 지 | 현 |
| 지 | 석 | 진 |
| 현 | 진 | 영 |

이길수 시인은 '내안의 퍼즐'에서 꽃이피고나비가날아가지 로 시작하는 11x11 사토르 방진을 썼다.

## 대중 문화
- KBS 2TV의 개그콘서트에도 '개똥아 똥쌌니 아니오'의 사토르 마방진이 소개된 적 있다.
- MBC의 신비한 TV 서프라이즈의 2003년 5월 11일자 방송에서, 서로의 이름을 사토르 마방진으로 만들 수 있는 세 사람의 기묘한 인연 이야기가 소개되었다.

## 같이 보기
- 이합체시
- 회문